# Хэ Чжили
Хэ Чжили́ (кит. упр. 何智丽, пиньинь  Hé Zhìlì; род. 30 сентября 1964, Шанхай), впоследствии известная как Кояма Тирэ (яп. 小山 ちれ) — китайская и японская спортсменка, игрок в настольный теннис, многократная чемпионка мира, Азии и Азиатских игр.

## Биография
Родилась в 1964 году в Шанхае (Китай). В 1980-х годах, выступая за Китай, завоевала большое количество медалей на Азиатских играх, а также чемпионатах мира и Азии.
В 1988 году вышла замуж за японца по имени Хидэюки Кояма, и эмигрировала в Японию. После этого она сменила свою китайскую фамилию «Хэ» на фамилию мужа «Кояма», а китайское имя «Чжили» стало читаться в соответствии с правилами японского языка как «Тирэ». В 1990-х годах она, как Кояма Тирэ, выступала на чемпионатах Азии и Азиатских играх уже представляя Японию. В 1996 году она приняла участие в Олимпийских играх в Атланте, но там и в одиночном, и в парном разрядах заняла лишь 5-е место. В 2000 году она приняла участие в Олимпийских играх в Сиднее, но и там смогла добиться лишь 5-го места в одиночном разряде.